# 1,2,3,4,6-Penta-O-acétyl-D-glucopyranose
Le 1,2,3,4,6-penta-O-acétyl-D-glucopyranose, ou α-D(+)-glucose pentaacétate ou encore glucose pentaacétate, est un composé organique qui peut être obtenu à partir du glucose.

## Synthèse
Le 1,2,3,4,6-penta-O-acétyl-D-glucopyranose permet de protéger tous les groupes hydroxyle du glucose. La réaction mise en jeu est une réaction d'acétylation. L'iode permet d'activer le groupe carbonyle de l'anhydride acétique.
{\displaystyle {\begin{matrix}&{}_{\rm {I_{2}}}&\\\mathrm {ROH+Ac_{2}O} &{\overrightarrow {\qquad \qquad }}&\mathrm {ROAc+AcOH} \ \\\end{matrix}}}
Soit :
{\displaystyle {\begin{matrix}&{}_{\rm {I_{2}}}&\\\mathrm {+\;\;\;\;\;5Ac_{2}O} &{\overrightarrow {\qquad \qquad }}&\mathrm {5AcOH\;\;\;\;\;+} \ \\\end{matrix}}}